# Фінал Кубка Іспанії з футболу 1980
Фінал Кубка Іспанії з футболу 1980 — футбольний матч, що відбувся 4 червня 1980 року. У ньому визначився 78-й переможець кубка Іспанії. Реал Мадрид переміг свою резервну команду Кастілью, яка на момент проведення турніру представляв Сегунду, другий за силою іспанський дивізіон.

## Шлях до фіналу
| Реал              | Реал           | Реал                     | Раунд           | Кастілья           | Кастілья  | Кастілья                 |
| ----------------- | -------------- | ------------------------ | --------------- | ------------------ | --------- | ------------------------ |
| Суперник          | Результат      | Матчі                    |                 | Суперник           | Результат | Матчі                    |
| -                 | -              | -                        | Перший раунд    | Естремадура        | 10–2      | 4–1 на виїзді; 6–1 вдома |
| -                 | -              | -                        | Другий раунд    | Алькоркон          | 5–1       | 1–0 вдома; 4–1 на виїзді |
| -                 | -              | -                        | Третій раунд    | Расінг (Сантандер) | 3–1       | 3–1 вдома; 0–0 на виїзді |
| -                 | -              | -                        | Четвертий раунд | Еркулес            | 5–4       | 1–4 на виїзді; 4–0 вдома |
| -                 | -              | -                        | П'ятий раунд    | -                  | -         | -                        |
| КД Логроньєс      | 5–2            | 3–2 на виїзді; 2–0 вдома | 1/8 фіналу      | Атлетік (Більбао)  | 2–1       | 0–0 вдома; 2–1 на виїзді |
| Реал Бетіс        | 3–2            | 2–1 вдома; 1–1 на виїзді | 1/4 фіналу      | Реал Сосьєдад      | 3–2       | 1–2 на виїзді; 2–0 вдома |
| Атлетіко (Мадрид) | 1–1 (пен. 4–3) | 0–0 на виїзді; 1–1 вдома | 1/2 фіналу      | Спортінг (Хіхон)   | 4–3       | 0–2 на виїзді; 4–1 вдома |

## Подробиці
| 4 червня 1980 |

| Реал Мадрид                                                                        | 6:1      | Кастілья (2) |
| ---------------------------------------------------------------------------------- | -------- | ------------ |
| Хуаніто 20', 89' (пен.) Сантіяна 42' Сабідо 59' дель Боске 62' Гарсія Ернандес 82' | Протокол | Альварес 80' |

| Сантьяго Бернабеу, Мадрид Глядачів: 65 000 Арбітр: Анхель Франко Мартінес |

|  |  |

| В             |  | Маріано Гарсія Ремон      |  |     |
| З             |  | Хосе Антоніо Камачо       |  |     |
| З             |  | Піррі                     |  |     |
| З             |  | Грегоріо Беніто           |  |     |
| З             |  | Андрес Сабідо             |  |     |
| ПЗ            |  | Анхель                    |  |     |
| ПЗ            |  | Улі Штіліке               |  | 63' |
| ПЗ            |  | Вісенте дель Боске        |  |     |
| Н             |  | Сантільяна                |  |     |
| Н             |  | Лорі Каннінгем            |  | 82' |
| Заміни:       |  |                           |  |     |
| ПЗ            |  | Франсіско Гарсія Ернандес |  | 63' |
| Н             |  | Роберто Хуан Мартінес     |  | 82' |
| Тренер:       |  |                           |  |     |
| Вуядин Бошков |  |                           |  |     |

| В           |  | Агустін Родрігес        |  |     |
| З           |  | Касіміро Торрес Ібаньєс |  |     |
| З           |  | Енріке Ерреро Куартанго |  |     |
| З           |  | Хав'єр Кастаньєда       |  |     |
| З           |  | Хуаніто                 |  |     |
| ПЗ          |  | Мігель Берналь          |  |     |
| ПЗ          |  | Рікардо Гальєго         |  |     |
| ПЗ          |  | Рікардо Альварес        |  |     |
| Н           |  | Валентін Сідон          |  | 73' |
| Н           |  | Пако Мачин              |  | 46' |
| Н           |  | Франсіско Пінеда        |  |     |
| Заміни:     |  |                         |  |     |
| ПЗ          |  | Хосе Санчес Лоренсо     |  | 46' |
| Н           |  | Балін                   |  | 73' |
| Тренер:     |  |                         |  |     |
| Хуан Гарсія |  |                         |  |     |